# آدام فورشاو
آدام فورشاو (انگلیسی: Adam Forshaw؛ زادهٔ ۸ اکتبر ۱۹۹۱) بازیکن فوتبال اهل بریتانیا است.
از باشگاه‌هایی که در آن بازی کرده‌است می‌توان به باشگاه فوتبال ویگان اتلتیک، باشگاه فوتبال اورتون، باشگاه فوتبال میدلزبرو، و باشگاه فوتبال برنتفورد اشاره کرد.